# Practical joke
En practical joke er en halvt humoristisk, halvt ondskabsfuldt spøg. Den har til formål at narre et offer i en latterlig eller pinlig situation. Den adskiller sig fra bedrageri ved, at der ikke er tale om at franarre nogen noget. Det er bare meningen, at offeret skal føle sig til grin.
"Practical" refererer til, at spøgen er konkret.
Practical jokes kan være simple tricks som en mønt limet fast til vejen eller en spand vand over en halvåben dør. Eller de kan være mere avancerede som cambridgestudenters flytning af en bil til toppen af en høj bygning
Nytårsløjer med at hejse en havelåge op i flagstangen er en practical joke.
Det er "aprilsnar" også: der er løgnehistorier fortalt den 1. april. Historien skal være så konkret, at offeret plumper i og bliver "arilsnar". Fx "nyheden" om at dronningen abdicerer og flytter til Henrik i Sydfrankrig. Tror offeret på den, er han "aprilsnar!" Det er nemmest, hvis offeret har glemt datoen
Skjult kamera i TV's Smil, du er på (på engelsk Candid Camera) er baseret på grundideen i practical jokes. Konceptet går ud på at narre en person ved at planlægge en historie, som sætter ham i en absurd situation, der skaber forlegenhed, fornærmelse eller munterhed. Det hele filmes og vises som tv-underholdning.

## Fodnoter
1. ↑  From Hermes to bonsai kittens. What makes a jape great?, fra The Economist, 20.12.2005 om oprindelsen og udviklingen af pranks.